# Kisteleki Antal
Kisteleki Antal (Székesfehérvár, 1945. január 16. –) magyar tornász olimpikon, szakedző, mesteredző. A Magyar Testnevelési Főiskolán szerzett testnevelő tanári diplomát. Nős, 2 gyermeke van: Tamás (1970), Róbert (1975).

## Versenyzőnként
1959-ben kezdett sportolni a Székesfehérvári Építőkben. 1963-ban az Újpesti Dózsa sportolója lett, ahol 1972-ig versenyzett. A mesterfokú bajnokságokon többször volt dobogós. 1969-től lett a válogatott tagja. Az 1970-es ljubljanai vb-n csapatban 11., egyéni összetettben 53. volt. A következő évben 25. volt az Európa-bajnokságon és 5. a  főiskolás világbajnokságon. 1972-ben részt vett az olimpián, ahol csapatban a nyolcadik helyen végzett.

## Edzőként
1972-ben szerzett testnevelői, 1974-ben edzői oklevelet. 1972-től 20 éven át a Budapesti Honvéd SE edzője, majd vezetőedzője volt. 1981-ben mesteredzői címet kapott. 1981 és 1988 között minden Eb-n, vb-n és olimpián a válogatott másodedzője volt. Tanítványai többször nyertek magyar bajnokságot, szerepeltek világversenyeken. Közülük a legeredményesebb Guczoghy György, aki olimpiai bronzérmes, háromszoros Európa-bajnok és világbajnoki dobogós, az év magyar sportolója (1983), valamint az olimpiai bronzérmes Kelemen Zoltán.
11 éven át, a nyugdíjba vonulásáig a Budapesti Kézműipari Szakközépiskola testnevelő tanára volt. 1990-ben pályázott a férfi tornászválogatott szövetségi kapitányi posztjára, de nem kapta meg a megbízatást.
A magyar és nemzetközi tornasportban elért kimagasló eredményei elismeréseként 2012. június 7-én a Magyar Tornasport Halhatatlanjainak Klubja tagjainak sorába fogadta.

## Kitüntetései
- Haza Szolgálatáért Érdemérem ezüst fokozata (59/1980 HM).
- Haza Szolgálatáért Érdemérem arany fokozata (0870/1983 HM).